# 远贺川式土器
远贺川式土器（日语：遠賀川式土器），或称为板付式，是弥生時代前期分布于西日本的土器的总称。名称来自于其发现地福冈县远贺川。
这类土器起源自朝鲜半岛的无纹土器，与水稻耕作技术一同传入九州北部后，在弥生前期向东扩散至伊势湾，遍布整个西日本。

## 发现与名称
1931年，福冈县远贺川下流河床采集到了大量的弥生土器，1937年小林行雄发现从九州到近畿地方都广泛分布着这种土器，具有相同的特征，于是把这类土器命名为远贺川式土器。
现在，“远贺川式”这一名字主要是近畿地区的考古学家在使用，而九州地区的考古学家更倾向于使用“板付式”这一名称。

## 特征

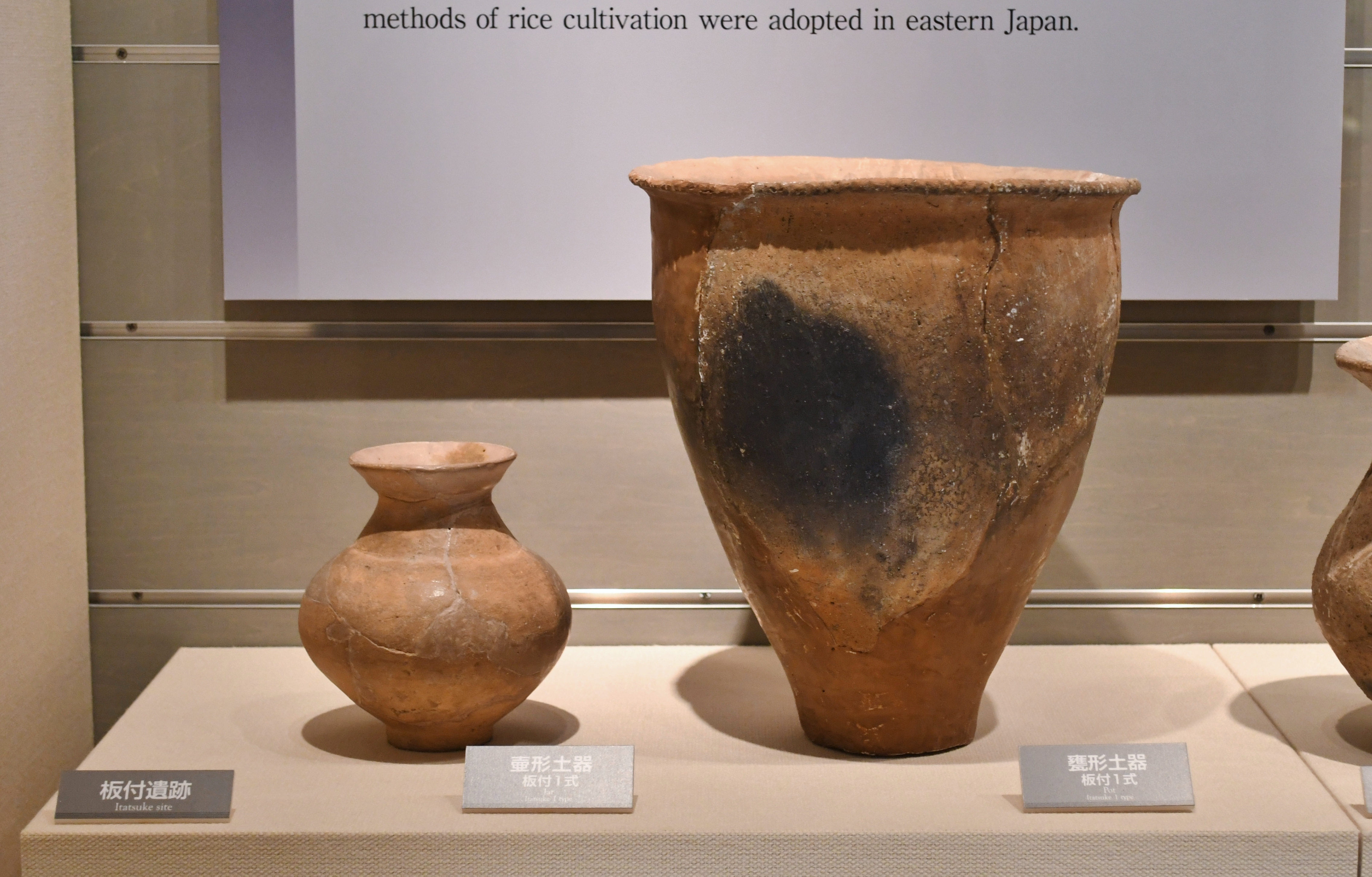
福冈板付遗址出土板付I式（即远贺川式）壶和瓮

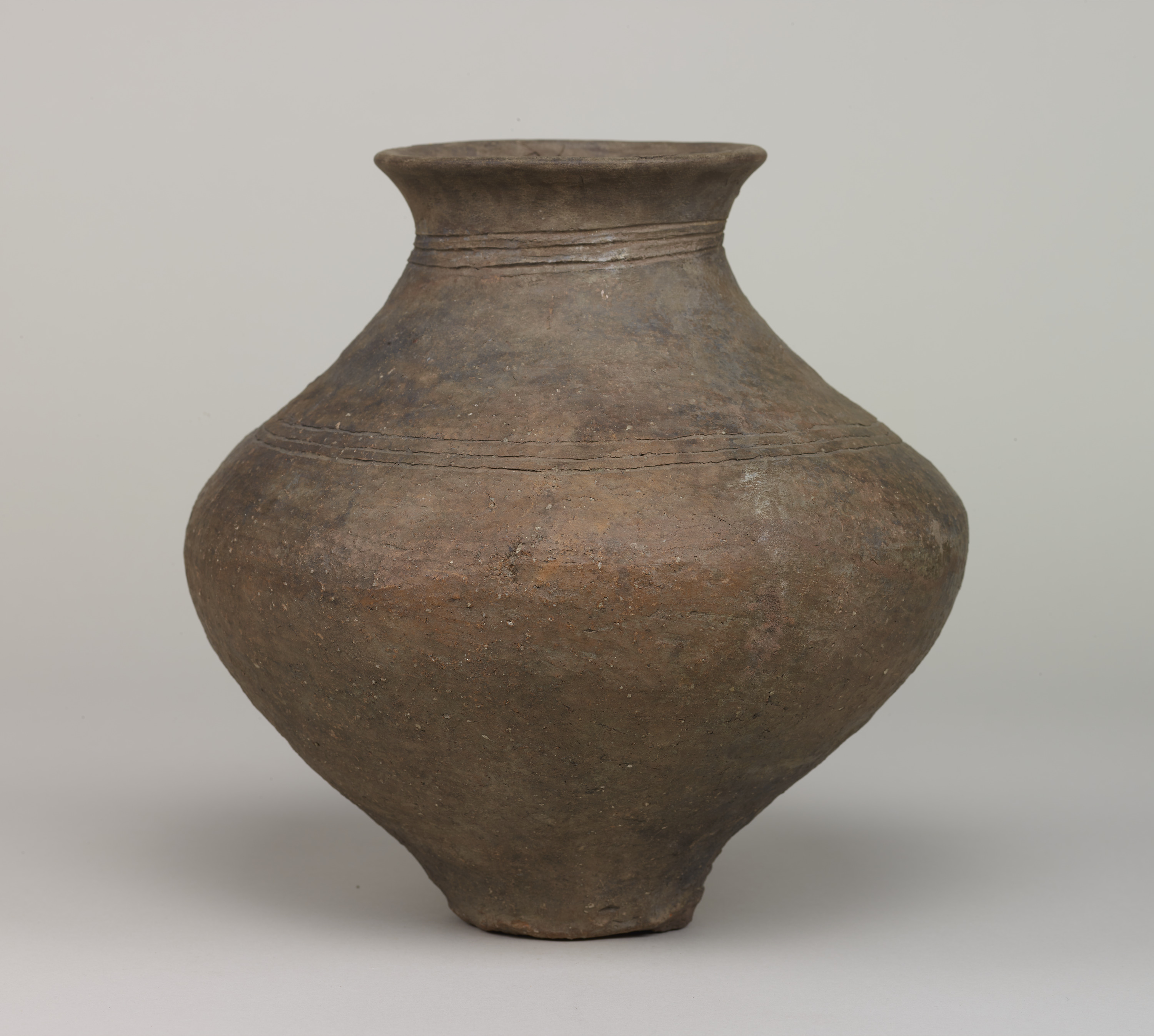
奈良唐古・鍵遗址出土远贺川式陶壶

器型包括有壶、瓮、钵、豆，壶上常饰有木叶纹、羽状纹、平行线纹等纹样。
与更早的本地绳文土器相比，虽然同样采用泥条盘筑法制作，但泥条较绳文土器更粗，且泥条与泥条间接合方向也不同，器型也更类似于朝鲜半岛，因此一般认为这类土器起源于朝鲜半岛。
烧制采用覆盖式平地堆烧，土器烧制时与燃料直接接触，因此表面常有大片黑斑。